# تیئو پنگلیس
تِیئو پنگلیس (انگلیسی: Thaao Penghlis؛ ‏‎/ˈteɪoʊ ˈpɛŋɡlɪs/‎؛ زادهٔ ۱۵ دسامبر ۱۹۴۵) بازیگر اهل استرالیا است.
از فیلم‌ها یا برنامه‌های تلویزیونی که وی در آن نقش داشته است، می‌توان به بیمارستان عمومی، احوال دگرگون‌شده، رقص آهسته در شهر بزرگ، روزهای زندگی ما، سانتا باربارا، کوجک، کنن، مأموریت: غیرممکن و کتاب استر اشاره کرد.